# Born Again (песня Тиффани Ён)
«Born Again» (с англ. — «Родится заново») − англоязычный сингл записанный американской певицей Тиффани Ён. Он был выпущен 24 января 2019 года компанией Transparent Arts в качестве цифрового сингла. 22 февраля он был добавлен в мини-альбомом Lips on Lips в качестве основного сингла. Сингл был спродюсирован Фернандо Гарибай (который работал с такими звездами, как Леди Гага и Бритни Спирс).

## Предпосылки и релиз
После завоевания славы в качестве участницы Girls Generation, Тиффани приступила к своей сольной карьере в Соединенных Штатах. Начав с синглов «Over My Skin» и «Teach You» и выпустив рождественскую песню под названием «Peppermint», Тиффани выпустила «Born Again» 25 января 2019 года.

## Композиция
Песня была написана Тиффани Ён, Satica, fiction, Фернандо Гарибай и Miro. Он был спродюсирован Фернандо Гарибай. Лирическая песня рассказывает о молодых людях, ищущих новое начало.

## Музыкальное видео
Видеоклип был снят возле океана. Эмоциональная интенсивность видео ощутима, особенно в сценах, где Тиффани рыдает, сидя на песке. Видео набрало 2 миллиона просмотров в первую неделю своего выпуска.